# Owain Glyndwr’s Mount
Owain Glyndwr’s Mount (walisisch Castell Glyndyfrdwy) ist eine ehemalige Burg in Denbighshire in Wales. Die als Scheduled Monument geschützte Burgstelle liegt westlich des Dorfes Glyndyfrdwy bei Corwen.
Die Motte entstand vermutlich während der normannischen Eroberung von Wales gegen Ende des 11. Jahrhunderts zur Sicherung der Straße entlang des River Dee. 1283 gehörte sie zur Herrschaft Glyndyfrdwy, die Gruffydd Fychan, ein  Abkömmling der Fürsten von Powys, nach der englischen Eroberung von Wales als Grundbesitz behalten durfte. Gegen Ende des 14. Jahrhunderts besaß der Adlige Owain Glyndŵr, ein Nachfahre von Gruffydd Fychan, neben dem Burghügel ein hölzernes, jedoch komfortables Herrenhaus. Am 16. September 1400 proklamierte er sich dort vor seiner Familie und seinen engsten Freunden zum Fürsten von Wales. Bei der Zeremonie war außerdem die Bevölkerung der Umgebung anwesend, so dass sie vor etwa 300 Zuschauern stattfand. Anschließend brach Owain Glyndŵr zu seinem Raubzug durch Nordwales auf, der den Beginn seiner Rebellion bildete.
Der englische Prinz Harry of Monmouth zerstörte während seiner Strafexpedition in Nordwales im Mai 1403 auch Owain Glyndŵrs Herrenhaus in Glyndyfrdwy, nachdem er schon zuvor Sycharth, den Hauptsitz von Owain Glyndŵr, niedergebrannt hatte.
Die Burgstelle ist heute in Privatbesitz, jedoch öffentlich zugänglich.

## Anlage
Von der Anlage ist nur die von einem teils mit Wasser gefüllten Graben umgebene Motte erhalten. Der baumbestandene Burghügel ist 6,5 m hoch, am Fuß hat er einen Durchmesser von 36 m und auf dem Gipfel einen Durchmesser von 12 m. Von der Vorburg sind keine Reste erhalten. Östlich des Burghügels sind Reste eines Grabens erkennbar, der vermutlich das Anwesen von Owain Glyndŵr begrenzte.